# Kingdom (serie televisiva 2019)
Kingdom (킹덤?, KingdeomLR) è stata una serie televisiva sudcoreana scritta da Kim Eun-hee e diretta da Kim Seong-hun.
È la seconda serie coreana originale Netflix, e viene distribuita dal 25 gennaio 2019, in tutti i paesi in cui è disponibile.
La serie è stata rinnovata per una seconda ed ultima stagione, uscita il 13 marzo 2020.

## Trama
Ambientata nel periodo Joseon medievale della Corea, la serie racconta la storia di un principe ereditario che parte per un viaggio per indagare sulla grave malattia e presunta morte del re suo padre, ma si imbatte in una misteriosa piaga che si sta diffondendo in tutto il suo paese. La verità minaccia il regno, quando scopre che si tratta di un'epidemia atroce sotto forma di zombie.

## Episodi
| Stagione         | Episodi | Pubblicazione Corea del Sud | Pubblicazione Italia |
| ---------------- | ------- | --------------------------- | -------------------- |
| Prima stagione   | 6       | 2019                        | 2019                 |
| Seconda stagione | 6       | 2020                        | 2020                 |

## Prima Stagione
| Stagione | Episodio | Diretto da    | Scritto da  | Data di uscita originale |
| --- | -------- | ------------- | ----------- | ------------------------ |
| 1 | 1        | Kim Seong-hun | Kim Eun-hee | 25 gennaio 2019          |
| Sono passati dieci giorni da quando il re di Joseon si è ammalato a morte di vaiolo. Gli unici autorizzati a vederlo nel suo palazzo nella capitale Hanyang sono il capo consigliere di stato Lord Cho Hak-ju, leader del clan Haewon Cho, e sua figlia, la regina consorte Cho, che è incinta del figlio del re. Prendendo il potere, l'Haewon Cho arresta e tortura 89 studiosi coinvolti in un complotto traditore per deporre il re e sostituirlo con suo figlio, il principe ereditario Lee Chang, che è figlio del re con una concubina e quindi un erede meno legittimo del nascituro della regina consorte. Il capobanda della cospirazione, lo stesso Lee Chang, diventa sospettoso delle condizioni di suo padre e si intrufola nel palazzo per indagare, ma viene catturato da Cho Beom-il, figlio di Lord Cho Hak-ju e fratello della regina consorte che è un comandante del Regio Esercito. Lee Chang decide di fuggire dal palazzo con solo la sua fidata guardia del corpo Mu-yeong per rintracciare il medico reale, e Beom-il e un plotone di soldati vengono inviati per trovarlo e arrestarlo. Nel frattempo nella città di Dongnae, i malati stanno traboccando da Jiyulheon, la clinica di Lee Seung-hui e non c'è abbastanza cibo per sfamarli tutti. Il medico reale ritorna con il cadavere del suo assistente Dan-i, ucciso da un mostro invisibile nel palazzo del re. Uno dei pazienti, Yeong-shin, usa la carne di Dan-i in uno stufato per nutrire i pazienti e viene scoperto da Seo-bi, l'assistente di Seung-hui. Tutti i pazienti muoiono, ma vengono presto resuscitati in mostri carnivori.                                                                                  |          |               |             |                          |
| 1 | 2        | Kim Seong-hun | Kim Eun-hee | 25 gennaio 2019          |
| Lee Chang e Mu-yeong arrivano a Jiyulheon solo per trovarlo barricato e apparentemente abbandonato. Indagando, scoprono i cadaveri dei pazienti, che vengono poi portati a Dongnae per l'autopsia e i riti funebri. Lee Chang e Mu-yeong apprendono da un'erborista della città che Seo-bi è sopravvissuta all'incidente e la rintracciano nella Frozen Valley, una regione che ospita quella che viene chiamata la pianta della resurrezione. Nel frattempo, Yeong-shin torna a Jiyulheon per trovare i cadaveri scomparsi e si precipita a Dongnae, dove viene arrestato dal magistrato locale, Cho Beom-pal, un altro membro del clan Haewon Cho, sospettato di aver ucciso i pazienti. Seo-bi spiega a Lee Chang e Mu-yeong che i pazienti si sono trasformati in mostruosi cannibali che apparentemente non possono essere uccisi e sono notturni, tornano vivi quando il sole tramonta. Il medico reale, Lee Seung-hui, teneva un diario che documentava questi cambiamenti e gli eventi al palazzo reale, che poteva essere usato come prova. Lee Chang torna a Jiyulheon per trovare questo diario, mentre Mu-yeong e Seo-bei si recano a Dongnae per avvertire la gente del posto. Invece, Seo-bi viene arrestato e imprigionato con Yeong-shin. Quando scende la notte, i cadaveri dei pazienti si svegliano e attaccano. A Jiyulheon, Lee Chang si confronta con Beom-il e i due duellano. La loro lotta viene interrotta quando i soldati scoprono il cadavere di Seung-hui, che attacca e infetta Beom-il. Lee Chang assiste personalmente alla trasformazione e quando lo zombi Beom-il attacca, Chang decapita la creatura.                                                                       |          |               |             |                          |
| 1 | 3        | Kim Seong-hun | Kim Eun-hee | 25 gennaio 2019          |
| I pazienti zombie attaccano gli abitanti viventi di Dongnae e delle aree circostanti, diffondendo la malattia. Seo-bi e il magistrato, Cho Beom-pal, sono intrappolati in una cella chiusa a chiave nella prigione, mentre Yeong-shin, Lee Chang, Mu-yeong e altri sopravvissuti si rifugiano per tutta la notte. Quando il sole sorge, gli zombi diventano dormienti, nascondendosi in spazi ristretti per evitare la luce solare. Rivelando se stesso, Lee Chang assume il comando dei soldati locali e ordina che gli zombie vengano bruciati e che avvenga un immediato di Dongnae, ma non ci sono abbastanza soldati sopravvissuti per eseguire i suoi ordini. Leggendo i diari di Seung-hui, Lee Chang apprende che dopo che quando il re è morto di vaiolo, Lord Cho Hak-ju ordinò al medico reale di curare il cadavere con la pianta della resurrezione. Tuttavia, quando il re ha morso l'assistente di Seung-hui, Dan-i, si è semplicemente ammalato ed è morto invece di trasformarsi in uno zombie. Seo-bi ha tentato di trovare un'altra delle piante della resurrezione nella Valle Ghiacciata, ma senza la pianta non è possibile trovare una cura per la zombificazione. Giurando vendetta contro il clan Cho, Lee Chang decide di recarsi nella regione di Sangju per incontrare Lord Ahn Hyeon, un governatore ed eroe di guerra in pensione con legami con la famiglia reale. Nello stesso tempo, il capo studioso Kim Sun, parte della cospirazione per deporre il re, diventa sospettoso della scomparsa del re e tenta anche di contattare Lord Hyeon. Nel Dongnae, Beom-pal e gli altri aristocratici prendono l'unica barca rimasta e fuggono, abbandonando il resto dei sopravvissuti. |          |               |             |                          |
| 1 | 4        | Kim Seong-hun | Kim Eun-hee | 25 gennaio 2019          |
| Sulla barca dell'aristocratico che si dirige verso Sangju, una nobildonna, che aveva segretamente nascosto il figlio zombificato, libera la creatura, facendo in modo che i nobili sulla nave vengano invasi. A Dongnae, Lee Chang assume il comando dei contadini abbandonati e dà l'ordine di rifugiarsi a Jiyulheon per la notte. Quando il sole tramonta, un numero schiacciante di zombi si risveglia e assedia la clinica. Barricati nella struttura, i sopravvissuti tengono a bada gli zombie fino all'alba. Il giorno successivo, un esercito reale arriva dichiarando l'arresto di Lee Chang, ma in realtà è stato inviato da Lord Hak-ju in cerca di vendetta per la morte di suo figlio Beom-il. I soldati reali iniziano a massacrare indiscriminatamente i sopravvissuti all'interno della clinica, ma vengono ingannati da Mu-yeong e portati via mentre i civili scappano. Ora i fuggitivi Lee Chang, Mu-yeong, Yeong-shin e Seo-bi iniziano il loro viaggio verso Sangju. Ad Hanyang, il capo studioso Kim Sun si allarma quando vengono accesi fuochi di segnalazione nel sud e chiede di parlare con il re. Lord Hak-ju permette allo studioso e a diversi ministri di assistere al re zombificato, quindi rivela la sua conoscenza del coinvolgimento di Sun nella cospirazione, ordinando che venga arrestato e interrogato. Avvertendo sua figlia, la Regina Consorte, di non intralciarlo, Lord Hak-ju giura di uccidere Lee Chang e qualsiasi minaccia rimasta al clan Haewon Cho. |          |               |             |                          |
| 1 | 5        | Kim Seong-hun | Kim Eun-hee | 25 gennaio 2019          |
| Sulla strada Lee Chang, Mu-yeong, Yeong-shin e Seo-bi incontrano inaspettatamente da Cho Beom-pal che è scappato vivo dalla nave mercantile, e si recano insieme a Sangju. Lungo la strada, incontrano un villaggio che ha saccheggiato la barca dell'aristocratico quando si è arenata e ha seppellito gli zombie addormentati in una fossa poco profonda. Vanno al luogo di sepoltura e vengono attaccati dagli zombie che si risvegliano, ma vengono salvati da Lord Ahn Hyeon, che si rivela essere il tutore d'infanzia del principe ereditario. Lord Hyeon porta i fuggitivi a Sangju e dà loro rifugio, ma devia quando Lee Chang chiede il suo aiuto contro il clan Haewon Cho. Ad Hanyang, Lord Hak-ju conduce esperimenti per apprendere il meccanismo della malattia nutrendo la carne degli infetti a prigionieri sani. Hak-ju raccoglie anche un certo numero di donne incinte e vedove all'interno del palazzo, inclusa la moglie di Mu-yeong. Quindi mette sua figlia sul trono, nominando la regina consorte Cho la regina reggente. Come suo primo decreto, i Cinque Eserciti reali arrivano alle porte di Sangju e di altre due località, chiudendole e isolando la regione di Gyeongsang dal resto della penisola per contenere la malattia. |          |               |             |                          |
| 1 | 6        | Kim Seong-hun | Kim Eun-hee | 25 gennaio 2019          |
| A Sangju, un plotone di soldati reali tenta di arrestare Lee Chang. Invece, Lord Hyeon li fa giustiziare tutti e avverte Chang che uno del suo gruppo è una talpa per Lord Hak-ju. Con l'appoggio di Lord Hyeon, Lee Chang assume il comando di Sangju e elabora un piano di battaglia per combattere gli infetti fortificando luoghi difendibili circondati dall'acqua, che sanno essere una debolezza degli zombie. Seo-bi scopre che una regione vicina a Sangju è chiamata Valle Ghiacciata e vi trova campioni della pianta della resurrezione. Ad Hanyang, le donne incinte riunite dalla famiglia Cho iniziano a partorire, poiché viene rivelato che la regina reggente non è effettivamente incinta. I soldati di Sangju si preparano per gli attacchi degli zombie alle loro fortificazioni, ma la notte passa senza incidenti. Mentre si preparano a partire e riposare per la giornata, gli infetti iniziano ad arrivare e Seo-bi si rende conto che gli zombie non sono in realtà notturni e che la loro attività era invece determinata dalla temperatura. Questo è un grande punto di svolta, perché il principe Chang e i soldati credevano che sarebbero stati al sicuro una volta che il sole avesse iniziato a sorgere e ora invece si rendono conto che la situazione è diventata ancora più pericolosa e difficile da affrontare. Gli infetti ora si stanno precipitando verso Sangju, un'orda massiccia poi attacca Sangju, che alla fine non è in grado di difendersi. I soldati sopravvissuti iniziano a fuggire verso un cancello che può essere chiuso a chiave per tenere fuori gli infetti.                                                                                          |          |               |             |                          |

## Seconda stagione
| Stagione | Episodio | Diretto da    | Scritto da  | Data di uscita originale |
| --- | -------- | ------------- | ----------- | ------------------------ |
| 2 | 1        | Kim Seong-hun | Kim Eun-hee | 13 marzo 2020            |
| Tre anni prima, mentre i coreani sono sull'orlo della sconfitta durante le invasioni giapponesi, Lord Cho Hak-ju viene a sapere della pianta della resurrezione. Nel presente, i difensori vengono colti alla sprovvista dall'arrivo diurno degli zombie e le fortificazioni vengono invase. Mentre i non morti assediano Sangju, i difensori cominciano a morire di fame. Ahn Hyeon e i suoi uomini discutono di come l'attuale malattia degli zombie sia diversa da quella verificatasi durante le invasioni giapponesi, mentre Lee Chang sospetta che Mu-yeong sia la talpa e lo interroga. Seo-bi e Beom-pal vengono tagliati fuori da Sangju e prendono un cancello diverso, dove vengono scoperti dallo zio di Beom-pal, Lord Hak-ju, che riporta Seo-bi a Hanyang con lui sapendo di essere a conoscenza del pianta della resurrezione e la morte del re. Con Sangju che muore di fame, Lee Chang escogita un piano per infiltrarsi nel Gyeongsang e assassinare Hak-ju. |          |               |             |                          |
| 2 | 2        | Park In-je    | Kim Eun-hee | 13 marzo 2020            |
| Il contingente reale raggiunge l'accampamento di Lord Hak-ju e fa irruzione nella notte, ma cade in una trappola tesa da Lord Hak-ju. Lee Chang viene tagliato fuori dai suoi uomini e incontra il padre zombificato, mentre Lord Hyeon si confronta con Lord Hak-ju. Lord Hyeon sfida Lord Hak-ju e viene ucciso a colpi di arma da fuoco, mentre Lee Chang decapita il re degli zombie. Con questa presunta prova del tradimento di Lee Chang, il clan Haewon Cho consolida il proprio potere mentre la regina reggente si prepara a partorire un figlio falso, rapito dalle donne incinte raccolte. Yeong-shin e un certo numero di uomini di Lord Hyeon scappano dal dungeon e tentano di uccidere Lord Hak-ju, ma falliscono. Mentre l'esercito reale si prepara a giustiziare i traditori, vengono improvvisamente attaccati da un Lord Hyeon zombificato, che è stato trasformato da Seo-bi usando la pianta della resurrezione. In piena vista di tutti i presenti, lo zombi Ahn Hyeon morde Lord Hak-ju.                                                                       |          |               |             |                          |
| 2 | 3        | Park In-je    | Kim Eun-hee | 13 marzo 2020            |
| Durante le invasioni giapponesi della Corea, Lord Hak-ju propone un piano a Lord Hyeon per utilizzare la pianta della resurrezione per trasformare gli abitanti di un villaggio vicino in zombie da usare contro gli invasori. Nel presente, dopo che Lord Hak-ju è stato morso, Lee Chang decapita lo zombie Ahn Hyeon e tiene un discorso di protesta all'esercito reale, convincendolo della colpevolezza del clan Haewon Cho. L'esercito reale inizia a dare il cambio a Sangju, che è ancora sotto assedio. Viene rivelato che dopo che l'Haewon Cho ha preso la moglie incinta di Mu-yeong, Mu-yeong è diventata una spia alle loro dipendenze. Con Beom-pal, Mu-yeong porta Seo-bi e il comatoso Lord Hak-ju a Hanyang. Seo-bi apprende informazioni da Beom-pal che la portano a sospettare della regina reggente e informa Mu-yeong, ma mentre iniziano a interrogare Hak-ju, i soldati reali sotto il comando di Haewon Cho arrivano, feriscono gravemente Mu-yeong e prendono Seo-bi. Ad Hanyang, la moglie di Mu-yeong, l'ultima delle donne incinte, partorisce un figlio. |          |               |             |                          |
| 2 | 4        | Park In-je    | Kim Eun-hee | 13 marzo 2020            |
| Lee Chang e i suoi raggiungono il morente Mu-yeong, che racconta la trama del principe ereditario della regina reggente. Si recano nella tenuta dove erano detenute le donne incinte, trovano la moglie di Mu-yeong e apprendono da lei che il figlio neonato è stato preso dalla regina. Ad Hanyang, l'infetto Hak-ju è molto vicino alla morte. Ricordando che gli zombie non erano disposti ad attraversare nemmeno l'acqua più bassa, Seo-bi e Beom-pal hanno immerso Hak-ju in una vasca da bagno e Seo-bi assiste a piccoli vermi che escono dalla sua ferita da morso, riportandolo in salute. Lord Hak-ju porta Seo-bi a esaminare la regina reggente Cho, confermando che il figlio neonato di Mu-yeong non è suo figlio, ma la regina fa avvelenare Hak-ju a morte prima che possa smascherare il complotto. La regina reggente fa quindi imprigionare Seo-bi in una prigione sotterranea sotto il palazzo reale, ordinandole di imparare tutto sulla malattia degli zombie per aumentare il suo potere.                                                                      |          |               |             |                          |
| 2 | 5        | Park In-je    | Kim Eun-hee | 13 marzo 2020            |
| Ad Hanyang, Lee Chang lancia un attacco a sorpresa contro la capitale per impedire l'esecuzione delle famiglie e dei cari dei soldati dell'esercito reale che si sono voltati dalla sua parte. Anche molte delle forze reali disertano, incluso Beom-pal che ora è stato nominato magistrato di Hanyang. Chang e il suo seguito affrontano la regina reggente nella sala del trono, ma lei si rifiuta di abdicare al trono, avendo invece dato l'ordine di liberare gli zombie tenuti nei sotterranei per la sperimentazione. Poiché la maggior parte dei civili e dei funzionari statali viene ferita, l'epidemia si diffonde rapidamente oltre la possibilità di contenimento. |          |               |             |                          |
| 2 | 6        | Park In-je    | Kim Eun-hee | 13 marzo 2020            |
| I non morti invadono le difese del palazzo reale, uccidono la regina e infettano il figlio neonato di Mu-yeong, ma Seo-bi riesce a salvare il bambino e scappare. Lee Chang escogita un piano per attirare tutti gli zombie nello stagno ghiacciato nel giardino sul retro e poi rompere la superficie del ghiaccio, facendo precipitare tutti nell'acqua. Questo distrugge tutti gli zombie e cura i vivi che sono stati morsi. In seguito, Lee Chang subisce pressioni per esercitare l'unico potere rimasto del clan Haewon Cho, il figlio neonato di Mu-yeong. Invece, tronizza il bambino, rendendo il figlio illegittimo il nuovo re di Joseon. Sette anni dopo, il re ragazzo, ancora infetto ma asintomatico, ha portato stabilità nel regno mentre Lee Chang, Seo-bi e Yeong-shin continuano a indagare sulle origini della pianta della resurrezione, che scoprono essere stata deliberatamente introdotta e diffusa in tutto il mondo da una persona sconosciuta. Il loro viaggio li porta nelle province dell'estremo nord, dove incontrano una donna misteriosa.           |          |               |             |                          |

## Personaggi e interpreti
- Principe ereditario Lee Chang, interpretato da Ju Ji-hoon[9]
- Seo-bi, interpretata da Bae Doo-na[10]
- Jo Hak jo, interpretato da Ryu Seung-ryong[11]
- Kim Sang-ho[12]
- Heo Joon-ho[13]
- Jeon Seok-ho[14]
- Chu Hun-yub[15]

## Produzione
- La serie sarà interamente pre-prodotta prima della sua anteprima.
- L'attore Song Joong-ki era stato scelto come interprete principale, ma successivamente rifiutò.[7][16]
- Un membro del team del gruppo artistico morì il 16 gennaio 2018 a causa di un eccesso di lavoro.[17]
- La serie ha superato il budget, con ogni episodio che costava più di $1,78 milioni.[6]